# 烏沙伊卡河
烏沙伊卡河（romanized: Ushayka）是俄羅斯的河流，位於托木斯克州內，屬於托木河的右支流，發源自庫茲涅茨克山，河道全長78公里。
烏沙伊卡河在19世紀時可讓船隻航行，現在河道不再用作航運。

## 外部連結
- Kayaking school presentation on Ushayka (photos)